# 郅都
郅都（？—前145年？），河东郡杨县（今山西省洪洞县东南）人，西汉政治家、军事家。汉文帝时任郎官，汉景帝时先后任中郎将、济南郡太守、中尉、雁门郡太守。郅都任中尉时执法严格、不避权贵，人称“苍鹰”；任雁门太守时使匈奴闻名丧胆，被稱为“战克之将，国之爪牙”。

## 生平

### 初露头角
汉文帝时，郅都踏入仕途，初任郎官，为汉文帝侍从。汉景帝即位后，郅都晋升为中郎将。郅都敢于直谏，能使大臣当朝折服。
郅都有一次随汉景帝到上林苑，随行的贾姬如厕时，突然一头野猪冲进厕所。汉景帝用眼神示意郅都去救贾姬，但郅都手持兵器，只保护在皇帝身旁，并不行动。汉景帝自己拿起武器想要救人，郅都跪在汉景帝前面说：“失掉一个姬妾，还会有另一位姬妾入宫，天下难道会缺贾姬这种女子吗？陛下如此轻视自己的安危，将社稷和太后置于何地？”汉景帝听了郅都的话，只好把贾姬丢在一边，最后野猪也没有伤人，跑出了厕所。窦太后听说这件事后很高兴，赏赐郅都百金，汉景帝从此开始重用郅都。

### 镇压豪强
西汉初期，朝廷以黄老之术治国，奉行无为而治的国策，致使豪强地主势力迅速膨胀，有的居然横行地方，蔑视官府，不守国法。济南郡的瞷氏宗族共三百多家，强横奸猾，济南太守对其无可奈何，于是汉景帝任命郅都为济南太守，命其前往治理当地豪强。郅都到达济南郡后，将瞷氏宗族的首恶全部处斩，瞷氏家族其余的人都吓得大腿发抖，不敢再违反法度。郅都在济南郡上任一年后，郡中路不拾遗，周围十几个郡的太守都对郅都衷心敬服，视他如上司。

### 不避权贵
后郅都因功晋升为中尉，统领北军，掌管京师治安。郅都从不巴结权贵，不看权臣脸色行事。丞相周亚夫官高傲慢，而郅都见到他只是作揖，并不跪拜。文景二帝时期实行轻徭薄赋的政策，人民安居乐业，极少有百姓触犯法律之事，犯法者多为皇亲国戚、功臣列侯。郅都执法不避权贵，凡犯法违禁者，不论何官何人，一律依法严惩。列侯宗室对郅都是又恨又怕，见他皆侧目而视，背后称他为“苍鹰”，比喻他执法严厉凶狠。

### 得罪太后
汉景帝庶长子刘荣于前153年被立为太子。前150年，趁其母栗姬失宠之际，刘彻之母王美人暗中唆使大臣向汉景帝谗言。汉景帝大怒，逐废刘荣为临江国王。
前148年，刘荣违反法令，私自侵占用于国家社稷的土地修建宫殿，汉景帝召刘荣觐见。刘荣从江陵城北门出发，登车时轴断车毁。江陵的百姓都私下流着眼泪说：“我王不能回来了。”
刘荣进京后被传讯到中尉府受审。郅都责讯甚严，刘荣恐惧，请求郅都给他刀笔，想写信直接向汉景帝谢罪，郅都不许。魏其侯窦婴派人悄悄送给刘荣刀笔，刘荣写好信后便在中尉府自杀身亡。窦太后得知长孙死讯后大怒，深恨郅都执法严苛不肯宽容，准备用严厉的刑法处置郅都。汉景帝将郅都罢官还乡，随后却派使者持节任命郅都为雁门太守，让他从便道直接去赴任，并授予郅都特权，全权处理郡内政务。

### 雁门太守
汉景帝时期，匈奴骑兵连年南侵骚扰边境，边境数郡久不安宁，为此汉景帝任命郅都为雁门太守。匈奴人一向敬佩郅都的节操威名，得知郅都就任雁门太守后惊恐万分。郅都刚抵达雁门郡，匈奴骑兵便全军后撤，远离雁门。至郅都死，都不敢靠近雁门郡。 
匈奴人曾用木头刻成郅都之形的木偶，立为箭靶，令匈奴骑兵骑马射击。匈奴骑兵因畏惧郅都，竟无一人能够射中。

### 苍鹰之死
窦太后得知汉景帝再次重用郅都，愤怒异常，下令立即逮捕郅都。汉景帝替郅都辩解，说：“郅都是忠臣”，准备释放郅都。窦太后不忘孙儿刘荣之死，说：“临江王难道就不是忠臣吗？”在她的干涉下，郅都终于被杀。郅都死后不久，匈奴骑兵重新入侵雁门。

## 评价
郅都为官忠于职守，公正清廉，对内不畏强暴，敢于对抗豪强权贵；对外积极抵御外侮，使匈奴闻名丧胆。他为官有一句名言“已倍亲而仕，身固当奉职死节官下，终不顾妻子矣”，是他为官做人的真实写照。后人对郅都的评价很高：
- 司马迁在《史记·卷一百二十二·酷吏列传》中称赞他：“伉直，引是非，争天下大体”。

- 汉成帝时，大臣谷永在奏折中曾论及郅都，说：“赵有廉颇、马服，强秦不敢窥兵井陉；近汉有郅都、魏尚，匈奴不敢南向沙幕”。

- 《旧唐书·卷一百九十四上》记载：唐中宗时，右补阙卢俌上疏中称：“汉拜郅都，匈奴避境；赵命李牧，林胡远窜”。

以上將郅都与战国时期赵国的廉颇、赵奢、李牧等将領并列，被稱为“战克之将，国之爪牙”。

## 延伸阅读
[在维基数据编辑]
 《史記/卷122》，出自司馬遷《史記》
 《漢書·卷090》，出自班固《漢書》